# Westendorf, Ostallgäu
Westendorf là một đô thị ở Ostallgäu bang Bayern thuộc nước Đức.